# Shiro Takatani
Shiro Takatani est un artiste japonais, né le 15 octobre 1963 à Nara. Il vit et travaille actuellement à Kyoto.
Cofondateur du collectif Dumb Type en 1984, il en est le créateur visuel puis le directeur artistique à partir de 1995 et mène parallèlement une carrière solo active depuis 1998.

## Biographie

### Dumb Type
Diplômé de l'Université des Arts de Kyoto, Shiro Takatani fonde en 1984 le collectif Dumb Type avec d'autres étudiants de différentes sections de l'université, dont Teiji Furuhashi, Toru Koyamada, Yukihiro Hozumi, Misako Yabuuchi et Hiromasa Tomari.
S'affranchissant des frontières entre le spectacle vivant, l'installation vidéo et les arts, la démarche de cette compagnie pluridisciplinaire qui rassemble architectes, ingénieurs du son, vidéastes, danseurs, musiciens, informaticiens est unique.
C'est notamment avec les spectacles Pleasure Life (1988), pH (1990-1995) et S/N (1992-1996) que Dumb Type tourne dans le monde entier. 
Après la mort du directeur artistique Teiji Furuhashi en 1995, certains membres quittent le collectif, tandis que de nouveaux le rejoignent, comme le compositeur Ryoji Ikeda. Ils continuent à travailler sous la direction de Shiro Takatani et créent les spectacles OR (1997-1999), memorandum (1999-2003), Voyage (2002-2009) et leurs installations respectives OR installation (1997), Cascade (2000), Voyages (2002). À la demande du Musée d'art contemporain de la ville de Tokyo, Shiro Takatani crée une installation à partir des vidéos des trois derniers spectacles de Dumb Type : MEMORANDUM OR VOYAGE (2014). 

### Projets solos
Parallèlement à ses activités au sein de Dumb Type, Shiro Takatani a créé un certain nombre d'installations et de spectacles en son nom propre.
Depuis sa première installation frost frames à Canon Artlab en 1998, Shiro Takatani a été invité par des musées, festivals et théâtres parmi les plus prestigieux à travers le monde.
Entre autres, le Musée d'histoire naturelle de Lettonie à Riga lui commande en 2005 deux installations vidéos : Ice Core et Snow Crystal / fiber optic type, pour la rétrospective "Conversations with Snow and Ice", consacrée aux travaux sur la neige et la glace du scientifique Ukichiro Nakaya. Cette exposition est nommée pour le Prix Descartes en 2007 dans la catégorie Excellence dans l'explication des phénomènes scientifiques.
L'année suivante, Shiro Takatani est accueilli en résidence de création en Australie dans le cadre d'un programme d'échange Australie-Japon de la Fondation du Japon. Il y présente l'installation Chrono à Melbourne lors de l'exposition "Rapt! 20 contemporary artists from Japan".
Il se joint ensuite à la grande expédition en voilier du programme "Cape Farewell (en)" (une réponse culturelle au changement climatique) en Arctique, aux côtés d'écrivains, de scientifiques, journalistes et d'autres artistes de différents pays. Une rétrospective de l'expédition se tient en 2008 au Kagaku Miraikan (Musée national des sciences émergentes et de l'innovation) à Tokyo. 
Ses plus récentes créations incluent l'installation laser Silence (2012), commande de Radar, Loughborough University Arts, l'installation de brume Composition (2013) pour la Biennale de Sharjah dans les Émirats arabes unis et l'une des premières œuvres animées pour LA MATRICE LIQUIDE 3D, inaugurée lors de l'exposition «Art robotique» à la Cité des sciences et de l'industrie à Paris, en 2014.
Certaines de ses installations font partie des collections permanentes de musées, comme optic flat / fiber optic type (2000) au Musée national d'art à Osaka, Camera lucida (2004) et Toposcan / Ireland 2013 au Musée métropolitain de photographie de Tokyo.
En 2013, le Musée métropolitain de photographie de Tokyo présente Camera lucida, une exposition consacrée à un large éventail de ses œuvres vidéos et photographiques , qu'il a créées à la fois en tant qu'artiste solo et directeur artistique de Dumb Type.
Une autre exposition solo se tient la même année à la Galerie Kodama à Tokyo, présentant sa série Topograph / frost frame Europe 1987.
Shiro Takatani a également créé et dirigé plusieurs spectacles mêlant théâtre et danse : La chambre claire  (2008), en référence à l'essai de Roland Barthes la camera lucida, puis CHROMA (2012), inspiré du livre Chroma: A Book of Color de Derek Jarman, avec la musique originale de Simon Fisher Turner (en) , et ST/LL (2015), une réflexion sur la perception du temps avec pour question centrale "L’art ou la science seront-ils jamais capables de transcrire ce monde-sablier".

### Collaborations
Shiro Takatani a par ailleurs collaboré avec des musiciens, chorégraphes et autres artistes de différentes disciplines.
En 1990 il participe avec Akira Asada au projet artistique Stadsmarkeringen Groningen - Marking the City Boundaries, de l'architecte Daniel Libeskind pour le 950e anniversaire de la ville de Groningen aux Pays-Bas.
En 1998, il crée les images vidéos pour une des pièces symphoniques du programme Dangereuses Visions d'Art Zoyd et l'Orchestre National de Lille.
À cette période, son travail est remarqué par le compositeur japonais Ryuichi Sakamoto, qui fait appel à lui pour la direction visuelle de son opéra LIFE en 1999. Cette première rencontre marque le début d'une collaboration fructeuse et pérenne entre les deux artistes.
Ils conçoivent l'installation audiovisuelle LIFE – fluid, invisible, inaudible… au Yamaguchi Center for Arts and Media [YCAM] en 2007 (et une nouvelle version en 2013), l'installation silence spins avec le créateur sonore Seigen Ono au Musée d'art contemporain de Tokyo en 2012, et participent aussi à trois spectacles mis en scène par Moriaki Watanabe : Project Mallarmé I, II et III, combinant lecture, musique, théâtre et danse, au Kyoto Performing Arts Center - Shunjuza, de 2010 à 2012.
Au cours de 2013-2014, ils présentent au Yamaguchi Center for Arts and Media [YCAM] pour son dixième anniversaire, la première du spectacle LIFE-WELL avec l'acteur de Nô Mansai Nomura, ainsi que deux nouvelles installations, LIFE-WELL mêlant brume, son et lumière au Temple de Noda et water state 1.
En 2014, Ryuichi Sakamoto confie la direction visuelle de son projet Forest Symphony à Shiro Takatani et ils réalisent une version spéciale de LIFE-WELL, pour le vingtième anniversaire du Park Hyatt à Tokyo.
Depuis sa première collaboration IRIS avec la sculpteuse de brume Fujiko Nakaya à la première Biennale Internationale de Valence en 2001, Shiro Takatani cosigne deux autres installations à grande échelle avec elle, en 2010, à l'intérieur et autour du Yamaguchi Center for Arts and Media [YCAM], et en 2011, au Parc national historique Asuka de Nara.
Entre autres collaborations, il réalise les images vidéos et l'environnement sonore de "Kichizaemon X", une grande exposition de poteries traditionnelles du Maître céramiste Raku Kichizaemon XV au Sagawa Art Museum (2012-2013). 
Il cosigne l'installation vidéo 4K Mars  avec Xavier Barral en 2014, lors du festival international de la photographie Kyotographie au Musée de Kyoto et crée plusieurs spectacles avec l'acteur de Nô Mansai Nomura : Sanbaso / Eclipse et Boléro, tous deux présentés au MOT - Musée d'Art Contemporain de Tokyo ), ainsi que Aoi no ue, L'ombre double, mis en scène par Watanabe Moriaki, au Kyoto Performing Arts Center - Syunjuza.
En 2015, il reçoit le 65e Prix des Beaux-Arts (art media) du Ministère de l'Éducation du Japon.

## Œuvres

### Installations
- Toposcan / Baden-Württemberg (2016), commande du ZKM, Karlsruhe
- MEMORANDUM OR VOYAGE - Dumb Type (2014), commande du Musée d'art contemporain MOT, Tokyo
- ST\LL, première œuvre pour la Matrice liquide 3D (2014), prix Merit CODAawards Winner 2015 - catégorie "Institutionnel" (2015)
- Toposcan / Morocco (2014)
- Toposcan / Ireland (2013)
- frost frame Europe 1987 (2013)
- mirror type k2 (2013)
- Composition (2013)
- silence (2012)
- photo-gene (2007)
- Chrono (2006), commande de la Japan Foundation dans le cadre du programme d'échange Australie-Japon "Rapt! 20 Contemporary Artists from Japan"
- Ice Core (2005), commande du Musée d'histoire naturelle de Lettonie à Riga dans le cadre de l'exposition "Conversations with Snow and Ice"
- Snow Crystal / fiber optic type (2005), commande du Musée d'histoire naturelle de Lettonie à Riga pour l'exposition "Conversations with Snow and Ice"
- Camera lucida (2004), collection permanente du Musée métropolitain de photographie, Tokyo
- optical flat / fiber optic type (2000), collection permanente du Musée national d'art, Osaka
- frost frames (1998)

### Spectacles
- Tangent (2024), produit par ROHM Theatre Kyoto, en co-production avec Kanuti Gildi SAAL, avec l'aide de la Capitale européenne de la culture Tartu 2024 (Estonie)
- ST/LL (2015), coproduit par Le Volcan - Scène nationale du Havre et le Biwako Hall - Center for the Performing Arts, Shiga
- CHROMA (2013) - version concert
- CHROMA (2012), coproduit par Biwako Hall - Center for the Performing Arts, Shiga
- La chambre claire (2008), coproduit par Theater der Welt 2008

### Collaborations
- PLANKTON - A Drifting World at the Origine of Life (2016) - installation avec Christian Sardet et Ryuichi Sakamoto
- Aoi no ue / L'ombre double (2014), direction visuelle des spectacles mis en scène par Moriaki Watanabe (Kyoto Performing Arts Center - Syunjuza)
- LIFE-WELL Park Hyatt version (2014), installation de brume et de son avec Ryuichi Sakamoto, commande du Park Hyatt Tokyo
- Mars (2014), installation en collaboration avec Xavier Barral
- Sanbaso / Eclipse (2014), avec Nomura Mansai, commande du Musée d'art contemporain MOT, Tokyo
- Boléro (2014), avec Nomura Mansai, commande du Musée d'art contemporain MOT, Tokyo
- LIFE - fluid, invisible, inaudible... (2013), version 2 de l'installation avec Ryuichi Sakamoto, commande du Yamaguchi Center for Arts and Media
- water state 1 (2013), installation avec Ryuichi Sakamoto
- LIFE-WELL (2013), installation avec Ryuichi Sakamoto
- Forest Symphony (2013), direction visuelle du projet de Ryuichi Sakamoto avec Kenji Yasaka et YCAM InterLab
- LIFE-WELL (2013), spectacle Nô et Kyôgen avec Mansai Nomura et Ryuichi Sakamoto
- Mallarmé Project III (2012), direction visuelle du spectacle mis en scène par Moriaki Watanabe
- silence spins (2012), installation avec Ryuichi Sakamoto + Seigen Ono
- collapsed (2012), installation avec Ryuichi Sakamoto
- Kichizaemon X (2012), installation avec Raku Kichizaemon XV
- Asuka Art Project (2011), conception lumière de l'installation de brume de Fujiko Nakaya
- Mallarmé Project II - Igitur (2011), direction visuelle du spectacle mis en scène par Moriaki Watanabe
- Mallarmé Project - for a virtual theater in the 21st century (2010), direction visuelle du spectacle mis en scène par Moriaki Watanabe
- CLOUD FOREST (2010), installation avec Fujiko Nakaya, commande du Yamaguchi Center for Arts and Media [YCAM]
- This is how you will disappear (2010), conception vidéo du spectacle de Gisèle Vienne au Festival d’Avignon
- Keiichiro Shibuya playing piano solo (2009), Shiro Takatani playing visuals
- LIFE-fluid, invisible, inaudible... (2007), installation avec Ryuichi Sakamoto, commande du Yamaguchi Center for Arts and Media [YCAM]
- Live with Softpad (2007), création spéciale, Espace Sculfort à Maubeuge et Maison des Arts de Créteil
- Garden Live with Ryuichi Sakamoto (2007), Daitokuji-temple, Kyoto
- Live with Rei Harakami (2006), Liquidroom / Sonar Sound Tokyo
- Live with Rei Harakami (2005), Kyoto University Seibu-Kodo Hall et SONAR, Barcelone
- Garden Live with Ryuichi Sakamoto (2005), Honen-in, Kyoto
- Live with Rei Harakami (2004), Namura Art Meeting, Osaka et Sonar Sound Tokyo
- IRIS (2001), installation avec Fujiko Nakaya, commande de la 1re Biennale de Valence
- LIFE (1999), direction visuelle de l'opéra de Ryuichi Sakamoto
- Dangereuses visions (1998), création visuelle pour une “nouvelle symphonique“ du projet développé par Art Zoyd et l'Orchestre National de Lille

## Expositions et représentations

### Expositions solo
2023
- Dumb Type, 2022: remap, Japan Pavilion premiered at the Venice Biennale 2022, Artizon Museum - 6F Gallery, Tokyo

2022
- Dumb Type, Haus der Kunst, Munich

2021
- Ryuchi Sakamoto + Shiro Takatani : Is Your Time – Tpe, Taipei Music Center, Taipei

- Ryuichi Sakamoto: seeing sound hearing time, M. Woods, Beijing

2020
- Fujiko Nakaya + Shiro Takatani: Chronotope in the City of Fog,  Kyoto City University of Arts Gallery (@KCUA), Kyoto

- Ryuichi Sakamoto + Shiro Takatani : water state 1, Yamaguchi Center for Arts and Media (YCAM), Yamaguchi

2019
- Topograph/Toposcan, Galerie Kodama, Tokyo

2018
- Dumb Type : ACTIONS+REFLEXIONS, Centre Pompidou-Metz

2014
- Topograph et frost frame Europe 1987, Galerie Kodama, Kyoto
- Topograph et frost frame Europe 1987, Galerie Kodama, Tokyo

2013
- Camera Lucida, Musée métropolitain de photographie, Tokyo
- LIFE-WELL installation, Noda-jinja shrine (outdoor), Yamaguchi

2007
- photo-gene, Galerie Kodama, Tokyo

2004
- Camera Lucida - experimental studies, Galerie Kodama, Osaka

2001
- frost frames, Chapelle des Carmélites, Toulouse

2000
- frost frames, Centre d'art, Kyoto
- optical flat / fiber optic type, Galerie Kodama, Osaka

### Expositions de groupe
2023
- Tribute To Ryuichi Sakamoto: Music / Art / Media, NTT InterCommunication Center [ICC], Tokyo

- Ryuichi Sakamoto | SOUND AND TIME, M. Woods, ChengduAmbient Kyoto 2023, Shimbun Building, Kyoto

- Dimensions - Digital Art Since 1859, Stiftung für Kunst und Kultur e.V., Leipzig2022

- Japan. Body_Perform_Live - Resistance And Resilience In Japanese Contemporary Art, Padiglione d'Arte Contemporanea (PAC), Milan

- 59th Venice Biennale - The Milk of Dreams, La Biennale di Venezia, Venise2020

- Yebisu International Festival for Art & Alternative Visions 2020: The Imagination of Time, Tokyo Photographic Art Museum, Tokyo2018

- MeCA | Media Culture in Asia: A Transnational Platform, The Japan Foundation Asia Center, Tokyo2017

- 3D Water Matrix - Takatani / Partos / Langheinrich, Le Manège - Scène Nationale de Maubeuge

- Visions 2017, Les Halles de Schaerbeek, Bruxelles

- Body Media II, Power Station of Art, Shanghai

- Digitalife 8, Romaeuropa Festival, Rome
- Reenacting History Collective Actions and Everyday Gestures, National Museum of Modern and Contemporary Art
- Polar Patterns | Art and Antarctica, RMIT Project Space Gallery, Melbourne

2016
- "Digitalife 7", Romaeuropa / MACRO Testaccio - La Pelanda, Rome
- 'Le Grand Orchestre des Animaux" / Fondation Cartier pour l'art contemporain, Paris
- GLOBALE: New Sensorium / ZKM, Karlsruhe

2015
- Open Space / NTT InterCommunication Center [ICC], Tokyo

2014
- Seeking New Genealogies— Bodies / Leaps / Traces, Musée d'art contemporain MOT, Tokyo
- City and Nature / Sapporo International Art Festival, Musée d'art moderne de l'Hokkaido, Sapporo
- Kyotographie - Festival international de photographie / Musée de Kyoto (installation Mars en collaboration avec Xavier Barral)
- Art Robotique / Cité des sciences et de l’industrie, Paris, prix Merit CODAawards Winner 2015 - catégorie "Institutionnel" en 2015)

2013
- Art-Environment-Life, pour le dixième anniversaire du Yamaguchi Center for Arts and Media [YCAM]
- Sharjah Biennial 11 - Re:emerge, Towards a New Cultural Cartography / Sharjah Art Foundation New Art Spaces, Sharjah, U.A.E.
- Kichizaemon X", exposition spéciale : "teahouse of light / Musée d'art Sagawa, Shiga
- Kyotographie - Festival international de photographie / Saigyo-an, Kyoto

2012
- AfterGold / Radar, Loughborough University
- Kichizaemon X: Takatani Shiro + le 15e Raku Kichizaemon / Musée d'art Sagawa, Shiga
- "Art & Music - Search for New Synesthesia" / Musée d'art contemporain MOT, Tokyo

2011
- "Matière-Lumière" / Le 360, Bethune

2010
- "DigitaLife" / Romaeuropa, La Pelanda-MACRO, Rome
- "Yebisu International Festival for Art & Alternative Visions" / Musée de la photography de la Metropole de Tokyo, Tokyo

2009
- "Ecology and Art – Thinking About the Earth Through Art: From Nearby to Far Away" / Musée d'art Gunma, Tatebayashi, Gunma
- "A Blow to the Everyday" / Galerie Osage, Hong Kong
- "Earth: Art of a Changing World" / Royal Academy of Arts, London

2008
- "Cape Farewell" / Musée national des sciences émergentes et de l'innovation, Tokyo
- "Light InSight" / NTT InterCommunication Center [ICC], Tokyo

2007
- "Vom Funken zum Pixel" / Martin-Gropius-Bau, Berlin

2006
- "Rapt! 20 contemporary artists from Japan" / Westspace, Melbourne

2005
- "Conversations with Snow and Ice" / Musée d'histoire naturelle de Lettonie, Riga
- "Rising Sun, Melting Moon" / Musée d'Israël, Jerusalem

2003
- "Cyber Asia – media art in the near future" / Musée d'art contemporain de la ville, Hiroshima
- Lille 2004 – Capitale européenne de la culture, Lille

2001
- media messages: look thru language / Mediatheque, Sendai
- AFTER-IMAGE / Musée national d'art, Osaka
- Bienal de Valencia - The Body of Art, Valence

2000
- Musiques en Scène / Musée d’art contemporain, Lyon
- Festival EXIT / Maison des Arts, Créteil
- Festival VIA / Le Manège - Théâtre du Manège, Maubeuge

1998
- ARTLAB 4 / Spiral Garden, Tokyo

1990
- "Stadsmarkering - Groningen / Marking the City Boundaries", collaboration avec Akira Asada pour le projet de la Ville de Groningen (concept Daniel Libeskind)

### Collections publiques
- optical flat / fiber optic type (2000), Musée national d'art, Osaka
- Toposcan – Ireland (2013), Musée métropolitain de photographie, Tokyo
- Camera Lucida (2004), Musée métropolitain de photographie, Tokyo

### Représentations
2018
- ST/LL, New National Theatre Tokyo

2017
- ST/LL, National Performing Arts Center, National Theater & Concert Hall, Taipei
- CHROMA, One Dance Week Festival, Plovdiv

2016
- ST/LL, Napoli Teatro Festival 2016 - Teatro Politeama, Naples
- CHROMA, New National Theatre Tokyo
- ST/LL, Biwako Hall - Center for the Performing Arts, Shiga

2015
- ST/LL, Les Halles de Schaerbeek, Bruxelles
- ST/LL, Le Volcan - Scène Nationale du Havre, Le Havre

2014
- CHROMA, SIAF - Sapporo International Art Festival

2013
- CHROMA, Festival de Marseille
- CHROMA version concert, SonarSound Tokyo

2012
- CHROMA, Biwako Hall Center for the Performing Arts, Shiga
- La chambre claire, New National Theatre, Tokyo

2010 	
- La Càmera Lúcida, Festival GREC, Barcelone
- La chambre claire, Festival de Marseille
- La chambre claire, Biwako Hall, Shiga

2009	
- La Cámara Lúcida, Festival de Otoño, Madrid

2008
- Die Helle Kammer, Theater der Welt, Halle

## Discographie
- Teiji Furuhashi + Toru Yamanaka + Dumb Type - Works Vol. 01 (Triple CD, 2005). Foil Records FR-008/3
- memorandum - Dumb Type (CD, 2000). CCI Recording CCI001
- OR - Dumb Type (CD, 1998). Foil Records DTOR
- S/N (CD, 1998). Les Disques du Soleil et de l'Acier C-DSA 54056
- Remix - Dumb Type (mini CD, 1997). Foil Records FS001
- teiji furuhashi / dumb type 1985-1994 (CD, 1996). Foil Records ML8852008
- Hotel Pro Forma, Dumb Type, Diller-Scofidio - Monkey Business Class (CD, 1996). Document audio d'une collaboration entre Hotel Pro Forma, Dumb Type, Elizabeth Dilier, Ricardo Scofidio et Willie Flindt.
- S/N - Dumb Type (CD, 1995). Newsic 30CE-N022

## Vidéographie
- memorandum (DVD, 2009) - intégralité du spectacle filmé en 2000. Commons RZBM46410
- OR (DVD, 2009) - spectacle intégral filmé en 1998. Commons RZBM46409
- LIFE-fluid, invisible, inaudible... de Ryuichi Sakamoto + Shiro takatani (DVD, 2008). Commons RZBM-46410
- OR (VHS, 1998) - spectacle intégral filmé en 1997. Euro Space ESV-034
- pH (VHS, 1992) - spectacle intégral filmé en 1991. Euro Space ESV-033

## Prix
- "65e Prix des Beaux-Arts" (art media) du Ministère de l'Éducation du Japon (2015)
- "Prix Merit CODAawards Winner 2015" - catégorie "Institutionnel" pour la MATRICE LIQUIDE 3D (2015)
- "Sole d’Ora" / TTVV Riccione pour la vidéo pH de Dumb Type (1992)
- "Best Stage Recording / Studio Adaptation" / IMZ - Alter Oper, Dance Screen '92 Frankfurt pour la vidéo pH de Dumb Type (1992)

### Livres
- Beyond the Display, Phenomenal Art and Design in the 21st Century, Mika Iwasaka (2015). [Shiro Takatani - CHROMA, p. 144-145, Ryuichi Sakamoto + Shiro Takatani - water state 1, p. 174-175]. Ed. BNN, inc.  (ISBN 978-4-86100-951-8)
- From Postwar to Postmodern, Art in Japan, 1945-1989: Primary Documents (MoMa Primary Documents), Doryun Chong, Michio Hayashi, Fumihiko Sumitomo, Kenji Kajiya (rédacteurs en chef) (2012). The Museum of Modern Art, New York. Ed. Duke University Press Books.  (ISBN 978-0822353683)
- LIFE -TXT, Ryuichi Sakamoto + Shiro Takatani (2010). Ed. NTT Publishing.  (ISBN 978-4-7571-7042-1)
- Seeing Witness: Visuality and the Ethics of Testimony, Jane Blocker (2009). [Machine Memory: Digital Witness in Dumb Type's memorandum, p. 61-84]. Ed. The University of Minnesota Press.  (ISBN 978-0-8166-5477-2)
- Art And Electronic Media, Edward A. Shanken (2009). [p. 148-149]. Ed. Phaidon
- Performing Japan: Contemporary Expressions of Cultural Identity (2008). [Yuji Sone, Internalizing Digital Phenomena: The performing' body at the intersection of Japanese culture and technology, p. 273-294]. Ed. Global Oriental.  (ISBN 9781905246311)
- Digital Performance: A History of New Media in Theater, Dance, Performance Art, and Installation, Steve Dixon (2007). [p. 13, 60, 524, 661, 228-230, 547-548, 226-227, 60-61, 227-228]. Ed. The MIT Press.  (ISBN 978-0-262-04235-2)
- Susan Sontag, Beyond the radical will (2006). [Shiro Takatani x Ryuichi Sakamoto, p. 121-136]. Ed. Kyoto University of Art and Design + Mitsumura Suiko Shoin.  (ISBN 4-8381-8001-2)
- Dumb Type : OR, flipbook (2004). Ed. Lille 2004 - Capitale Européenne de la Culture
- Anomalie_digital arts no 2 : Digital Performance (décembre 2001/janvier 2002). [Keiko Courdy, Dumb Type: Un corps interface entre signal et noise, p. 164-181]. Ed. HYX.
- Icc Documents 1997-2000 (2001). [Dumb Type performance OR, p. 86-95]. Ed. NTT Publishing.  (ISBN 978-4757100497)
- memorandum – teiji furuhashi, Dumb Type (2000). Textes de Teiji Furuhashi compilés par Dumb Type. Ed. Little More.  (ISBN 4-89815-038-1)
- Half a Century of Japanese Theater: 1990s Part 2 (2000). Ed. Kinokuniya Company Ltd.  (ISBN 4-314-10139-3)
- Information Design, series 6 (2000). [Toru Koyamada, Dumb Type, p. 58-69]. Ed. Kadokawa Shoten Publishing.  (ISBN 4-04-651406-X)
- ICC Concept Book - Exploring the Future of the Imagination (1997). [Dumb Type : installation OR, p. 84-89]. Ed. NTT Publishing Co., Ltd. (ASIN B005QCKVW4)
- Annual InterCommunication ’95, InterCommunication Center (1995). [Takaaki Kumakura, The Performance Art of Dumb Type, p. 48-55, Akira Asada Dying Pictures, Loving Pictures]. Ed. NTT Publishing Co., Ltd. (ASIN B00TH6Q7HS)
- Dumb Type : pHase (1993). Ed. Wacoal Art Center, Tokyo
- Stadsmarkering – Groningen, Marking the City Boundaries: The Books of Groningen, Paul Hefting et Camiel van Winkel (1990). [R: Akira Asada et Shiro Takatani, p. 91-107]. Ed. Groningen: City Planning Department.  (ISBN 978-9080060616)
- Plan for Sleep (1986). Livre cassette. Ed. Dumb Type
- Every Dog Has his Day (1985). Livre cassette. Ed. Dumb Type

### Catalogues d'expositions
- Art robotique (2014). Commissaire artistique Richard Castelli (en). Cité des sciences et de l’industrie / Art Book Magazine.  (ISBN 978-2-8216-0062-1)
- 17th Japan Media Arts Festival Award-Winning Works (2013). [Art Division - In Pursuit of Art Piercing the Depths of Consciousness: Shiro Takatani].
- 16th Japan Media Arts Festival Award-Winning Works (2013). [Art Division - Media Art, Inseparable from Its Epoch: Shiro Takatani].
- Camera lucida, Takatani Shiro (2013). Tokyo Metropolitan Museum of Photography.
- Kyotographie - international photography festival (2014). [Mars, a photographic exploration, p. 10-21].  (ISBN 978-4-905333-04-3)
- Kyotographie - international photography festival (2013). [p. 48-53].  (ISBN 978-4-573-03022-0)
- Kichizaemon X, Raku Kichizaemon + Takatani Shiro (2012). Sagawa Art Museum.
- Art & Music – Search for New Synesthesia (2012). Conseiller général Ryuichi Sakamoto, Commissaire : Yuko Hasegawa. [Ono Seigen + Sakamoto Ryuichi + Takatani Shiro, p. 98-101], [Sakamoto Ryuichi + Takatani Shiro, p. 134-136]. Museum of Contemporary Art Tokyo.  (ISBN 978-4-8459-1207-0)
- Matière-Lumière (2011). Commissaire Richard Castelli (en). [Ryuichi Sakamoto + Shiro Takatani, p. 118-127]. Béthune 2011 Capitale Régionale de la Culture.
- Yebisu International Festival for Art & Alternative Visions 2010: Searching Songs, Keiko Okamura, Hiroko Tasaka, Masako Immaki, Jiro Iio (2010). Commissaire Keiko OKAMURA. Tokyo Metropolitan Museum of Photography.
- U-n-f-o-l-d: A Cultural Response to Climate Change, David Buckland, Chris Wainwright (2010). [pp.92-95]. Springer Wien New York.  (ISBN 978-3-7091-0220-6)
- Ecology and Art - Thinking About the Earth Through Art: From Nearby to Far Away (2009). [p. 20-21, 37]. Gunma Museum of Art, Tatebayashi
- Vom Funken zum Pixel (2007). Commissaire Richard Castelli (en). Berliner Festspiele / Martin-Gropius-Bau Berlin. [Shiro Takatani : Camera Lucida, Chrono]. Nicolai.  (ISBN 978-3-89479-434-7)
- Body Media (2007). Commissaires Richard Castelli (en) et Gong Yan. [p. 136-145]. O Art Center
- LIFE-fluid, invisible, inaudible…, Sakamoto Ryuichi + Takatani Shiro (2007). NTT Publishing Co., Ltd.  (ISBN 978-4-7571-7036-0)
- Rapt! : 20 contemporary artists from Japan (2006). Commissaires Yukihiro Hirayoshi, Shihoko Iida, Fumihiko Sumitomo. [Takatani Shiro in conversation with Philip Brophy, pp.130-133, 186-189]. The Japan Foundation - Kokusai Koryu Kikin
- Conversations with Snow and Ice (2005). [p.45]. The Natural History Museum of Latvia
- Cinémas du Futur (2004). Lille 2004 Capitale Européenne de la Culture. Commissaire Richard Castelli (en). [Dumb Type: [OR] installation, pp. 28-29], [Shiro Takatani: frost frames, pp. 78-79]. Lille 2004.  (ISBN 9-076-70461-9)
- Cyber Asia – media art in the near future (2003). Hiroshima City Museum of Contemporary Art. [pp.69-74].  (ISBN 4939105083)
- Dumb Type: Voyages, Minoru Hatanaka, Yukiko Shikata, Akira Asada (2002). NTT InterCommunication Center [ICC]. NTT Publishing Co. Ltd.  (ISBN 475717019X)
- The 1st Valencia Biennial: Communication between the Arts, Luigi Settembrini (rédacteur en chef) (2002). [Fujiko Nakaya + Shiro Takatani]. Charta.  (ISBN 978-8881583362)
- Gendai: Japanese Contemporary Art - Between the Body and Space (2000). The Centre of Contemporary Art, Ujazdowski Castle, Varsovie et la Japan Foundation. [pp.76-81]
- vision.ruhr Kunst Medien Interaktion auf der Zeche Zollern Dortmund (2000). Museen der Stadt Dortmund. [pp.176-179]
- Stanze e segreti (2000). Skira, Geneva-Milan. [pp.70-85]
- Musiques en Scène (2000) Musée d'Art Contemporain de Lyon. [pp.8-15]
- Donai Yanen! Et maintenant ! La création contemporaine au Japon (1998). École nationale supérieure des Beaux-Arts, Paris. [pp.202-207]
- Japanese Art After 1945: Scream Against the Sky (1994). Commissaire Alexandra Munroe. The Guggenheim Museum, San Francisco Museum of Modern Art et la Japan Foundation. Harry N. Abrams, Inc. [pp.305, 343, 358-359, 404]
- Japanese Art After 1945: Scream Against the Sky (1994). Commissaire Alexandra Munroe. Yokohama Museum of Art. [p.184]
- Binaera: 14 Interaktionen - Kunst und Technologie (1993), Kunsthalle Wien, [Dumb Type, pp.57-65, 160-163]
- Dumb Type : pH catalogue (1993). Wacoal Art Center, Tokyo
- L'ère binaire : nouvelles interactions - Musée communal d'Ixelles, Charles Hirsch, Michel Baudson et Ludion (1992), Bruxelles [Dumb Type by Barbara London, pp.57-65, 160-163]. Ludion
- Mito Annual ’93 Another World (1992). Art Tower Mito Contemporary Art Gallery [Dumb Type, pp.86-89], [Yuko Hasegawa, Dumb Type, pp.117-119].  (ISBN 4-943825-12-5)
- Zones of Love — Contemporary Art From Japan (1991). Museum of Contemporary Art, Sydney. [pp.58-61]
- European Media Art Festival Osnabrück (1990) [Playback: a documentary of the performance Pleasure Life, p.72]
- pH Catalogue. 1990. Wacoal Art Center.
- Against Nature: Japanese Art in the Eighties (1989). Grey Art Gallery & Study Center, New York University, the MIT List Visual Arts Center et la Japan Foundation. [pp. 50-51, 78, 85]

### Essais / presse spécialisée
- Shiro Takatani. The extension of visible: shapes of time, acoustic images & chromatic figures. Enrico Pitozzi. Digimag #82, (septembre 2013).
- BT: Monthly Art Magazine Bijutsu Techo - No. 886 (septembre 2006). [Shiro Takatani]. Bijutsu Shuppan Sha, Tokyo.  (ISSN 0287-2218).
- Stadmenschen in Medienlandschaften, Eiichiro Hirata, Theater der Zeit, Nr.9. (septembre 2006). [pp.13-14]
- BT: Monthly Art Magazine Bijutsu Techo - No. 849 (mai 2004). [Dumb Type, Takayuki Fujimoto, Teiji Furuhashi, Ryoji Ikeda, Toru Koyamada, Shiro Takatani]. Bijutsu Shuppan Sha, Tokyo.  (ISSN 0287-2218).
- Meditations on Space and Time: The Performance Art of Japan's Dumb Type. Dorinda Neave. Art Journal, Vol. 60 (Spring 2001). [pp.84-93]
- Diatxt. 01 (2000). [Shiro Takatani, Dumb type]. Kyoto Art Center, Kyoto.
- Dumb Type, Landmark Hall, Yokohama. Judy Annear. ART + TEXT, Number 51 (1995). [p.73]

### Documentaires audiovisuels
- Shiro Takatani, entre nature et technologie (2019). 52 minutes, japonais, anglais, français sous-titré français, incluant des entretiens avec Shiro Takatani, Ryuichi Sakamoto, Ryoji Ikeda entre autres. Réalisation Giulio Boato. Éditeur : Idéale Audience.
- Event Documentation by AAA Hong Kong Staff: October 2009 (2009). Asia Art Archive, Hong Kong.
- Musiques en scène, Trans/Formes (2000), documentaire radiophonique d'Alexandre Castant. Avec James Giroudon, Pierre Alain Jaffrennou, Ulf Langheinrich (Granular-Synthesis), Micha Laury, Thierry Raspail, Shiro Takatani (Dumb Type). Réalisation : Olivier Helle. Diffusé sur France Culture, Paris, 2000, 30 min.
- Arte Video Night 2009. Thème 5 : Entendre. Memorandum de Dumb type
- Cycle création contemporaine au Japon : Dumb Type (DVD, 1998), documentaire de Gilles Coudert (16 min. / Version japonaise - Sous-titres français & anglais). Copyright : Triac documentaire, cop. 1998. Diffusion sur Arte / Metropolis. Éditeur : apres production, collection Kaleidoscope (2008)